# Iphithereuta
Iphithereuta is een geslacht van wantsen uit de familie van de Reduviidae (roofwantsen). Het geslacht werd voor het eerst wetenschappelijk beschreven door Gustav Breddin in 1903.

## Soorten
Het genus is monotypisch en bevat alleen de volgende soort:

- Iphithereuta longipennis Breddin, 1903